# (12167) Olivermüller
(12167) Olivermuller, désignation internationale (12167) Olivermüller, est un astéroïde de la ceinture principale.

## Description
(12167) Olivermuller est un astéroïde de la ceinture principale. Il fut découvert le 29 septembre 1973 à l'observatoire Palomar par Cornelis Johannes van Houten, Ingrid van Houten-Groeneveld et Tom Gehrels. Il présente une orbite caractérisée par un demi-grand axe de 2,39 UA, une excentricité de 0,22 et une inclinaison de 9,6° par rapport à l'écliptique.

## Compléments